# Pipestone (Minnesota)
Pipestone es una ciudad ubicada en el condado de Pipestone en el estado estadounidense de Minnesota. En el Censo de 2010 tenía una población de 4317 habitantes y una densidad poblacional de 398,47 personas por km².

## Geografía
Pipestone se encuentra ubicada en las coordenadas 43°59′43″N 96°18′40″O / 43.99528, -96.31111. Según la Oficina del Censo de los Estados Unidos, Pipestone tiene una superficie total de 10.83 km², de la cual 10.83 km² corresponden a tierra firme y (0.07%) 0.01 km² es agua.

## Demografía
Según el censo de 2010, había 4317 personas residiendo en Pipestone. La densidad de población era de 398,47 hab./km². De los 4317 habitantes, Pipestone estaba compuesto por el 90.25% blancos, el 0.93% eran afroamericanos, el 1.88% eran amerindios, el 1.11% eran asiáticos, el 0% eran isleños del Pacífico, el 3.47% eran de otras razas y el 2.36% pertenecían a dos o más razas. Del total de la población el 5.17% eran hispanos o latinos de cualquier raza.